# 4231 Fireman
4231 Fireman (1976 WD) là một tiểu hành tinh vành đai chính được phát hiện ngày 11 tháng 11 năm 1976 bởi đài thiên văn Harvard ở Harvard.